# Bridge (azienda)
Bridge (株式会社ブリッジ?, Kabushiki-gaisha Burijji) è uno studio d'animazione giapponese fondato l'8 ottobre 2007 con sede a Suginami in Tokyo.

## Storia
Bridge fu fondato l'8 ottobre 2007 dai membri del sesto studio di Sunrise mentre era in corso la produzione della serie televisiva anime Keroro. Tra le opere più famose prodotte, appare Fairy Tail in collaborazione con A-1 Pictures ed in seguito CloverWorks. Lo studio ha sede a Suginami in Tokyo.

## Produzioni

### Serie TV

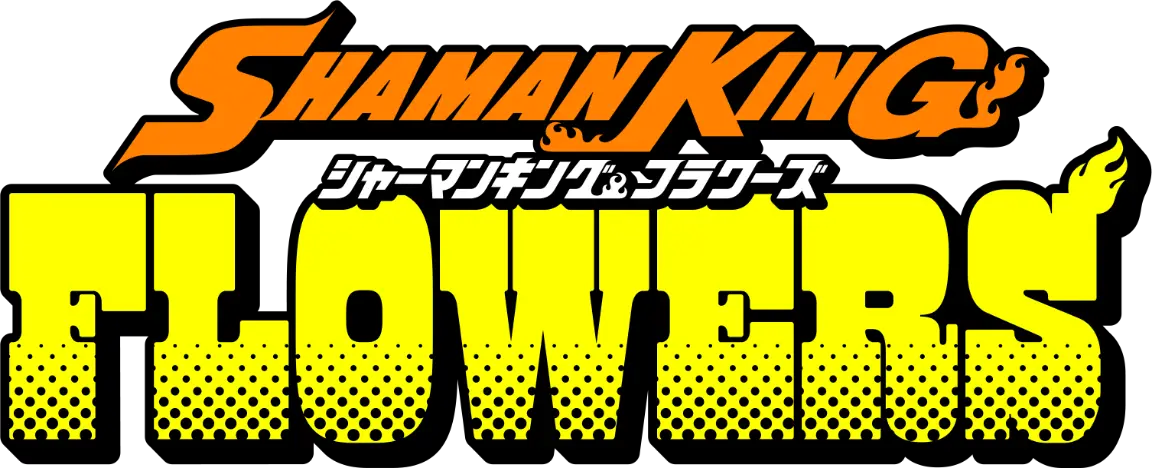
Logo dell'anime Shaman King Flowers.

| Titolo                            | Anno di produzione | Episodi | Note e fonti              |
| --------------------------------- | ------------------ | ------- | ------------------------- |
| Mitsudomoe                        | 2010               | 13      | [ 5 ] [ 6 ]               |
| Mitsudomoe zōryōchū!              | 2011               | 8       | [ 6 ]                     |
| Devil Survivor 2: The Animation   | 2013               | 13      | [ 6 ]                     |
| Nobunagun                         | 2014               | 13      | [ 7 ] [ 6 ]               |
| Fairy Tail (2014)                 | 2014-2016          | 102     | [ N 1 ] [ 3 ] [ 8 ] [ 6 ] |
| Cerberus                          | 2016               | 13      | [ 9 ] [ 6 ]               |
| Flowering Heart                   | 2016               | 26      | [ N 2 ] [ 10 ]            |
| Shōnen Ashibe Go! Go! Goma-chan   | 2016-2017          | 32      | [ N 3 ] [ 6 ]             |
| The Royal Tutor                   | 2017               | 12      | [ 11 ] [ 6 ]              |
| Shōnen Ashibe Go! Go! Goma-chan 2 | 2017-2018          | 32      | [ N 3 ] [ 6 ]             |
| Flowering Heart 2                 | 2017               | 26      | [ N 2 ] [ 10 ]            |
| Cardfight!! Vanguard G: Z         | 2017-2018          | 24      | [ N 4 ] [ 6 ]             |
| Shōnen Ashibe Go! Go! Goma-chan 3 | 2018-2019          | 32      | [ N 5 ] [ 6 ]             |
| The Seven Heavenly Virtues        | 2018               | 10      | [ 12 ] [ 6 ]              |
| Fairy Tail (2018)                 | 2018-2019          | 51      | [ N 6 ] [ 4 ] [ 6 ]       |
| Munō na Nana                      | 2020               | 13      | [ 6 ]                     |
| Pont Qiao Booth                   | 2020-2021          | 22      | [ 6 ]                     |
| Yu-Gi-Oh! Sevens                  | 2020-2022          | 92      | [ 13 ] [ 6 ]              |
| Shaman King                       | 2021-2022          | 52      | [ 14 ] [ 6 ]              |
| Yu-Gi-Oh! Go Rush!!               | 2022-in corso      | -       | [ 15 ] [ 6 ]              |
| Shaman King Flowers               | 2024               | 13      | [ 6 ]                     |
| Farmagia                          | 2025               | -       | [ 16 ]                    |
| Hotel Inhumans                    | 2025               | -       | [ 17 ]                    |
| Bad Girl                          | -                  | -       | [ 18 ]                    |

### OAV ed ONA
| Titolo                                                | Anno di produzione | Episodi | Note e fonti                         |
| ----------------------------------------------------- | ------------------ | ------- | ------------------------------------ |
| I Cavalieri dello zodiaco - Saint Seiya: Soul of Gold | 2015               | 13      | [ N 7 ] [ 19 ]                       |
| Ragnarok                                              | 2015               | 1       | [ N 8 ] [ 20 ]                       |
| Fairy Tail (OAV)                                      | 2016               | 3       | [ N 9 ] [ N 1 ] [ 21 ] [ 22 ] [ 23 ] |
| The Seven Heavenly Virtues (OAV)                      | 2018               | 2       | [ 24 ]                               |